# El pirata
El pirata (The Pirate) és una pel·lícula musical americana de Vincente Minnelli estrenada el 1948 i doblada al català.
La trama se centra en Manuela (Judy Garland), que s'avorreix i no vol casar-se amb l'alcalde de la ciutat; ella somia amb el famós pirata imaginari Macoco. Un saltimbanqui (Gene Kelly), per seduir-la, decideix fer-se passar pel famós pirata. El tanquen a la presó i és condemnat a mort.

## Argument
Manuela Alva (Judy Garland) és una jove somiadora que fantasieja amb viure aventures al costat d'un famós criminal anomenat Macoco, però, la seva realitat és ben diferent, ja que es veu obligada pels seus oncles a casar-se amb Don Pedro (Walter Slezak), el nou alcalde de la vila.
Poc abans de les seves noces, Manuela viatja a Port Sebastian ja que desitja poder veure el mar. Mentrestant un circ ambulant arriba a la ciutat. Després d'observar el mar Manuela pateix una topada amb el líder del circ, Serafin (Gene Kelly), el qual s'enamora d'ella a l'instant.
Serafin l'adula i prega a Manuela que no es casi amb Don Pedro; ella, enfadada, marxa. A la nit, però, Manuela no pot dormir i va a veure l'espectacle que ofereix el circ de Serafí. Durant l'espectacle, Serafin aconsegueix hipnotitzar a Manuela i sostreure-li informació sobre on viu, a més intenta que ella li confessi que està enamorada d'ell, però, ella comença a cantar una cançó sobre el seu amor platònic, Macoco.
El dia del seu casament, Manuela observa amb horror com el grup de Serafin acudeix al seu poble per interpretar una funció i intentar reconquistar a Manuela, a partir d'aquí es desenvolupen una successió de situacions hilarants, i apareix el mateix Macoco en els embolics d'aquests peculiars personatges.

## Repartiment
- Judy Garland: Manuela
- Gene Kelly: Serafin
- Walter Slezak: Don Pedro Vargas
- Gladys Cooper: Tia Inez
- Reginald Owen: L'advocat
- George Zucco: el Virrei
- Fayard Nicholas: Ballarí (com The Nicholas Brothers)
- Harold Nicholas: Ballarí (com The Nicholas Brothers)
- Lester Allen: Oncle Capucho
- Lola Deem: Isabella
- Ellen Ross: Mercedes
- Marie Windsor: Sra. Lucia

## Comentari
Sobre una música de Cole Porter, ajudat per Gene Kelly (que cocoreografia els números musicals), Vincente Minnelli realitza una visió romàntica i acolorida del món dels pirates i d'una illa de les Antilles al segle xix. La pel·lícula acaba en apoteosi amb el duo, cantat i ballat per Gene Kelly i Judy Garland Be A Clown!.

## Cançons
- "Be a Clown"
- "You Can Do no Wrong"
- "Mack the Black"
- "Love of my Life"
- "Nina"

## Nominacions
- Oscar a la millor banda sonora 1949 per Lennie Hayton